# نیکولای کریلنکو
نیکولای واسیلی‌اویچ کریلنکو (به روسی: Никола́й Васи́льевич Крыле́нко) (زاده ۲ مه ۱۸۸۵ – درگذشته ۲۹ ژوئیه ۱۹۳۸) سیاستمدار، بلشویک کهنه‌کار، فرمانده نظامی و حقوق‌دان اهل اتحاد جماهیر شوروی سوسیالیستی بود. کریلنکو در نظام حقوقی شوروی در مناصب کمیسار خلق دادگستری و دادستان کل جمهوری سوسیالیستی فدراتیو روسیه شوروی خدمت کرد. او در جریان پاکسازی بزرگ اعدام شد.